# ОШ „Доситеј Обрадовић” Бочар
ОШ „Доситеј Обрадовић”је осмогодишња основна школа у Новом Бечеју. Први подаци о школи су из 1902. године, а она носи назив по Доситеју Обрадовићу, српском просветитељу и реформатору револуционарног периода националног буђења и препорода.

## Историјат
Први подаци о раду школе датирају из 1902. године, а формирала је тадашња општина која се старала за њено издржавање и плате учитеља. Зграда школе изграђен аје од чепрића и цигала, налазила се улици Пашићевој бр. 1 и у једном делу зграде у улици Трг ослобођења 4 где се и данас налази.
Од школског инвентара током оснивања било је 25 комада школских клупа са четири седишта, две школске табле на ногаре и један орман.
Први подаци о извођењу наставе потичу из 1909. године,  изводио ју је парох Душан Димитријевић. У периоду од 1909. до 1922. нема никаквих писаних докумената из којих би могло да се сазна о извођењу наставе у школи.
Учитељи су наставу изводили са великим бројем ученика у одељењима. Било је школских година када се настава изводила у комбинованим одељењима. У јануару 1946. године у Бочар се доселило 218 српских породица. Њиховим доласком повећао се и број становника, а самим тим и број деце која су била обавезна да похађају основну школу. Школске 1952/53. године прва генерација заршава осми разред. Од тада па и данас школа има статус осморазредне школе.
Даљим радом школе, наметнула се потреба за повећањем и осавремењивањем школског простора. После много напора почиње 1977. године да се приступа реализацији изградње школе у Бочару, али нажалост само једног дела предвиђеног по пројекту, а то је адаптација и доградња постојеће зграде у улици Трг Ослобођења бр. 4. У адаптирану и преуређену школу наставници и ученици су се уселили 1980. године.
Године 1991. урађен  је пројекат за изградњу фискултурне сале и припремљен терен за реализацију радова. Пројекат није реализован, а за часове физичког васпитања користи се и данас сала Месне заједнице.
У току свог постојања и развоја школа је мењала и свој назив. До 1952. године звала се „Државна народна школа” а затим добија ново име „Осмолетка Бочар” који носи до 1960. године. Од 1960. године школа добија име “Доситеј Обрадовић“ које и данас носи.